# Britney
Britney è il terzo album in studio della cantante statunitense Britney Spears, pubblicato il 5 novembre 2001 dall'etichetta Jive Records.
Britney segna l'inizio di un ruolo rilevante per Spears nella produzione della sua musica, poiché assunse un maggior controllo creativo, oltre a co-scrivere sei delle canzoni dell'album; è anche il disco della transizione dal bubblegum pop e l'immagine da lei presentata nei due album precedenti, verso influenze più R&B e sensuali. Nonostante i singoli estratti dall'album non ebbero lo stesso successo delle hit precedenti, l'album riuscì a debuttare al primo posto della Billboard 200, con 768 500 copie vendute, rendendo Spears la prima artista donna nella storia della musica ad avere i primi tre album in prima posizione.
L'album ebbe inoltre il miglior debutto del 2001 di un'artista o gruppo femminile, battendo Survivor delle Destiny's Child e All for You di Janet Jackson. Questo record sarebbe comunque stato battuto dalla stessa cantante quando il suo quarto album, In the Zone, debuttò nella medesima posizione.
Britney Spears fu nominata per due Grammy Awards, "Pop Vocal Album" e "Best Female Pop Vocal Performance" per la canzone Overprotected.

## Descrizione
La Spears riguardo all'album affermò che la maggior parte delle canzoni riflettevano ciò che lei è, per questo gli diede il titolo "Britney". Nelle sessioni di registrazione furono prodotte 23 canzoni, di cui ne vennero scelte 12 da inserire nella tracklist finale; affermò che quella fu la parte più difficile nel processo di registrazione.
La cantante disse inoltre: "È il mio primo album che ho davvero scritto e su cui ci ho speso tempo. Quindi quando l'ho ascoltato per intero, mi è sembrato davvero molto speciale. So di non essere la miglior scrittrice del mondo, ma mi sono divertita molto a scrivere i testi e con un po' di fortuna migliorerò con testi più maturi".
Il sound più "sporco" di Britney portò alcuni critici a chiedersi se forse la Spears fosse troppo cresciuta per il pubblico a cui era abituata con i due precedenti album. Al riguardo, lei affermò: "Non voglio abbandonare i miei fan più giovani. Vorrei solo una generazione più grande a cui affiancarli; Non potevo fare un ...Baby One More Time numero tre. Dovevo cambiare e pregare che alla gente piacesse".
Nell'album è inclusa una canzone registrata con Justin Timberlake, What It's Like to Be Me. Sul lavorare col suo fidanzato, la Spears disse: "Devo ammettere che all'inizio ero un po' nervosa. Sono abituata a produttori con cui lavorare. E di solito entro in studio, registro le mie parti. Quindi all'inizio mi sentivo impacciata, ero nervosa a registrare con lui alcune parti".
Un'altra canzone dell'album, Overprotected, co-scritta da Max Martin, parla del fatto di essere continuamente giudicata da tutti quelli che la circondano.

## Promozione
Il 6 settembre 2001, la Spears presentò il primo singolo estratto dall'album, I'm a Slave 4 U, durante la cerimonia degli MTV Video Music Awards, quell'anno svoltisi a New York. L'esibizione fu pesantemente criticata da gruppi animalisti, come la PETA, per l'utilizzo di una tigre bianca e di un pitone albino. Il 10 settembre, la Spears si esibì in un duetto con Michael Jackson, durante la cerimonia della celebrazione dei trent'anni di carriera del re del pop a New York, cantando The Way You Make Me Feel. Il 13 settembre, la Spears tenne una conferenza stampa a Sydney, Australia, in vista di un tour promozionale volto a promuovere l'album, ma cancellò l'evento, definendolo inappropriato a luce degli attentati terroristici in America.
La Spears si esibì con I'm a Slave 4 U agli the NRJ Music Awards in Francia, nel 2002. Nello stesso anno tenne anche una conferenza stampa in Giappone, per promuovere sì l'album, ma anche il suo primo film. In quel periodo, girò anche uno spot pubblicitario in Giappone e Corea, intitolato "Pepsi FIFA World 2002".
Sempre nel 2002, apparve in un talk-show tedesco, Boulevard Bio, andato in onda in 15 gennaio, parlando dei suoi album e film. Il 16 gennaio si esibì nel Regno Unito, durante la trasmissione Top of the Pops, con Overprotected. In Italia, partecipò alla cinquantaduesima edizione del Festival di Sanremo esibendosi con I'm Not a Girl, Not Yet a Woman.
Il 28 gennaio 2001, la Spears si esibì al Super Bowl XXXV. Successivamente le fu dedicato uno speciale dalla trasmissione di MTV TRL, intitolato "Total Britney Live", durante il quale si esibì con le canzoni dei suoi ultimi due album.
Per quanto riguarda le apparizioni televisive, la Spears partecipò al The Tonight Show with Jay Leno l'11 ottobre, al "The Rosie O'Donnell Show" il 10 settembre e nuovamente il 5 novembre, e al The Late Show With David Letterman il 6 novembre.

### Singoli estratti
- I'm a Slave 4 U è stato estratto come primo singolo in tutto il mondo nel settembre 2001. Raggiunge la vetta in Francia, Giappone e Irlanda. Il brano in origine era stato composto per Janet Jackson, ma quando lei la rifiutò, fu proposta a Britney, la quale accettò rilasciandola come singolo apripista del suo album.
- Overprotected è stato estratto come secondo singolo in Europa, Asia e Oceania a metà dicembre 2001. Raggiunge la vetta in Norvegia, invece Overprotected (Darkchild Remix) è stato estratto come terzo singolo a fine marzo 2002 solo negli Stati Uniti dove non era uscita la versione originale, rilasciando invece come secondo singolo direttamente il brano I'm Not a Girl, Not Yet a Woman.
- I'm Not a Girl, Not Yet a Woman è stato estratto come terzo singolo internazionale a febbraio 2002. Negli Stati Uniti invece, fu rilasciata direttamente come secondo singolo, visto che la versione originale di Overprotected non fu rilasciata come singolo, ma in versione remix come terzo singolo. I'm Not a Girl, Not Yet a Woman raggiunge la vetta solo in Giappone.
- I Love Rock 'n' Roll è stato estratto come quarto singolo in Oceania, Asia e la maggior parte dei Paesi Europei a fine maggio 2002; invece come quinto singolo dopo Boys nel Regno Unito nel novembre 2002.
- Anticipating è stato estratto solo in Francia a fine giugno 2002 come quarto singolo alternativo al posto di I Love Rock 'n' Roll, dove ottenne discreto successo nonostante il video fu cancellato (ma fu fatto in versione live).
- Boys è stato estratto come ultimo singolo ufficiale (quarto in America e nel Regno Unito e quinto internazionale) nel luglio 2002 in versione Co-ed remix, che fu inclusa nella colonna sonora del film Austin Powers in Goldmember, dove Britney stessa partecipa in un cameo.
- That's Where You Take Me è stato estratto come settimo ed ultimo singolo, solo per le Filippine, rilasciando un cd singolo solo per quello stato. Come video musicale fu realizzato in versione live e dietro le quinte del tour.

## Accoglienza
I primi responsi a "Britney" erano misti. In accordo con Metacritic, che da un voto in scala 100 in base alle recensioni della critica, l'album ricevette un punteggio di 54, con dodici recensioni.
Fu giudicato in modo positivo da AllMusic, che gli diede 4.5 stelle su 5, descrivendo le tracce (ma soprattutto il titolo dell'album) come "il disco con cui cerca di approfondire la sua persona, rendendolo più adulto ma allo stesso tempo un tipico disco alla Britney". Al contrario, Rolling Stone disse: "Britney si ostina sull'ovvietà: alla Spears manca un mese per diventare ventenne e chiaramente ha bisogno di crescere se vuole tenere con sé i suoi fan".
Antonio Orlando di Musica & Dischi definì Britney come "perfetto nella sua architettura generale, pieno di canzoni che si fanno ascoltare e notare, ricco di soluzioni articolate pur sempre nel perimetro di una commerciabilità che deve essere globale per poter sopravvivere agli inevitabili cali di tensione. E così Britney ha giocato su sapienti alternanze di canzoni veloci e ballate strappacuore (come la bella I'm Not a Girl, Not Yet a Woman), con qualche colpo piazzato ad arte per attirare l'attenzione del pubblico più adulto (la sua versione di I Love Rock 'n' Roll di Joan Jett), con qualche canzone che susciterà scandalo mediatico (Boys con la sua vocalità ipersexy)".
Il 4 luglio 2008 Entertainment Weekly celebrò i 1000 migliori film, show televisivi, album, libri dal 1983 al 2008. Nella categoria "I classici della musica", "Britney" viene citato al numero 97 nella classifica dei cento migliori album dei precedenti 25 anni.

## Tracce
1. I'm a Slave 4 U – 3:23 (Pharrell Williams, Chad Hugo)
2. Overprotected – 3:18 (Max Martin, Rami)
3. Lonely – 3:19 (Britney Spears, Brian Kierulf, Josh Schwartz, Rodney Jerkins)
4. I'm Not a Girl, Not Yet a Woman – 3:51 (Max Martin, Rami, Dido)
5. Boys – 3:26 (Pharrell Williams, Chad Hugo)
6. Anticipating – 3:16 (Britney Spears, Brian Kierulf, Josh Schwartz)
7. I Love Rock 'n' Roll – 3:06 (Alan Merrill, Jake Hooker)
8. Cinderella – 3:39 (Britney Spears, Max Martin, Rami)
9. Let Me Be – 2:51 (Britney Spears, Brian Kierulf, Josh Schwartz)
10. Bombastic Love – 3:05 (Max Martin, Rami)
11. That's Where You Take Me – 3:32 (Britney Spears, Brian Kierulf, Josh Schwartz)
12. What It's Like to Be Me – 2:50 (Justin Timberlake, Wade Robson)

Edizione per il mercato internazionale
1. When I Found You – 3:36 (D. Hill, Jörgen Elofssonn) – Bonus track internazionale
2. Before the Goodbye – 3:50 (Britney Spears, B. Transeau, Brian Kierulf, Josh Schwartz) – Bonus track UK, giapponese e australiana
3. What It's Like to Be Me – 2:50 (Justin Timberlake, Wade Robson)

Edizione deluxe di iTunes
1. When I Found You – 3:36 (D. Hill, Jörgen Elofssonn) – Bonus track internazionale
2. I Run Away – 4:04 (Brian Kierulf, Josh Schwartz) – Bonus track asiatica (ma non giapponese)
3. What It's Like to Be Me – 2:50 (Justin Timberlake, Wade Robson)
4. Before the Goodbye – 3:50 (Britney Spears, B. Transeau, Brian Kierulf, Josh Schwartz) – Bonus track UK, giapponese e australiana

### Edizione speciale CD+DVD
A fine maggio 2002 fu pubblicata in tutto il mercato internazionale un'edizione speciale che comprendeva 3 remix bonus e un DVD.
CD
1. Overprotected (The Darkchild Remix Radio Edit) – 3:06 (Max Martin, Rami)
2. I'm Not a Girl, Not Yet a Woman (Metro Remix) – 5:25 (Max Martin, Rami, Dido)
3. I'm a Slave 4 U (Thunderpuss Radio Mix) – 3:18 (Pharrell Williams, Chad Hugo)

DVD
1. Britney Talks: Part 1 – 1:26
2. I'm a Slave 4 U (Music video) – 3:28
3. Britney Talks: Part 2 – 2:00
4. Lights, Camera, Action! - Overprotected (Music performance) – 3:24
5. Britney Talks: Part 3 – 2:58
6. I'm Not a Girl, Not Yet a Woman (Music video) – 3:53
7. Britney Talks: Part 4 – 0:59
8. Overprotected (The Darkchild Remix, Music video) – 3:39
9. Britney Talks: Part 5 – 0:40
10. Making of Pepsi: Right Now (Taste the Victory) – 3:13
11. Britney Talks: Part 6 – 1:31
12. Britney Weblinks – 0:30

### Edizione definitiva per tutto il mondo di fine 2003
Nel novembre 2003, una settimana dopo l'uscita del quarto album In The Zone, sono state pubblicate in tutto il mondo le ristampe dei tre albums precedenti, recanti bollino giallo con la scritta "Now With All The Best Bonus tracks!" che negli anni a venire sono sempre state distribuite in questo nuovo formato (anche se senza più il bollino giallo, che dopo un po' venne rimosso). Da allora l'album Britney viene venduto in tutto il mondo con la tracklist per la prima volta completa di tutte le 15 tracce (che anni dopo sarà anche l'edizione deluxe di iTunes), che in precedenza non erano mai state inserite tutte insieme in nessuna edizione fisica, perché dove c'era I Run Away mancava Before The Goodbye e viceversa.
Per questo motivo, non essendo mai state tutte e 15 le tracce insieme fino al novembre 2003, l'anno precedente non era potuta uscire da nessuna parte la riedizione dell'album con Bonus DVD avente 18 tracce nel CD. Erano state 13+3 in Europa con i tre bonus remixes, 14+3 in Asia con I Run Away e i tre remixes, 14+3 in UK, Oceania e Giappone con Before The Goodbye e i tre remixes.

## Crediti
Produzione
- Producers: Max Martin, Rodney Jerkins, The Neptunes, Rami, Wade Robson, Justin Timberlake.
- Engineers: Max Martin, Andrew Coleman, Brian Garten, Brad Gilderman, Pablo Munguia, Rami, Michael Tucker, Yasu.
- Assistant engineers: Jaime Duncan, Richard G. Johnson, Marc Stephen Lee, Charles McCrorey, Daniel Milazzo, Tim Roberts, Ryan Smith, Rich Tapper, Jill Tengan.
- Mastering: Tom Coyne.
- Mixing: Max Martin, Stephen George, Șerban Ghenea, Jean-Marie Horvat, Rami
- String arrangements: James Biondolillo, Mark Suozzo.
- Vocal arrangements: Justin Timberlake.

Personale
- Vocals, background vocals: Britney Spears.
- Background vocals: Sue Ann Carwell, Tyler Collins, Albert Hall, Damion Hall, Nana Hedin, Jennifer Karr, Maxayne Moriguchi, Jeff Pescetto, Jason Scheff, Chris Thompson.
- Featured musicians: Chad Hugo, Pharrell Williams.
- Bass: Thomas Lindberg.
- Guitar, background vocals: Max Martin.
- Guitar: Esbjörn Öhrwall, Nile Rodgers.

## Classifiche
| Classifica (2001)  | Posizione massima |
| ------------------ | ----------------- |
| Australia          | 4                 |
| Austria            | 1                 |
| Belgio (Fiandre)   | 3                 |
| Belgio (Vallonia)  | 7                 |
| Canada             | 1                 |
| Danimarca          | 8                 |
| Europa             | 2                 |
| Finlandia          | 19                |
| Francia            | 2                 |
| Germania           | 1                 |
| Giappone           | 4                 |
| Islanda            | 8                 |
| Italia             | 10                |
| Messico            | 1                 |
| Norvegia           | 5                 |
| Nuova Zelanda      | 17                |
| Regno Unito        | 4                 |
| Svezia             | 6                 |
| Svizzera           | 1                 |
| U.S. Billboard 200 | 1                 |